# Bonnie Bianco
Bonnie Bianco, pseudonimo di Lory Lynn Bianco (Greensburg, 19 agosto 1963), è un'attrice e cantante statunitense, di origini italiane, precisamente abruzzesi.

## Biografia
Nata in Pennsylvania, ebbe una certa popolarità in Italia nei primi anni ottanta grazie al film Cenerentola '80 e al successo della sua colonna sonora, poi ancora con lo spettacolo di varietà Al Paradise, (edizione del 1984 e del 1985, durante la quale cantava la sigla iniziale Circo circo e di coda Sky) e a Sandra e Raimondo Show nel 1987. Nel film Bonnie e Clyde all'italiana con Paolo Villaggio e Ornella Muti, la sua canzone Rhapsody è presente nella colonna sonora. Successivamente ha proseguito con successo la sua carriera quasi esclusivamente in Germania, abbandonando lo pseudonimo Bonnie e riappropriandosi del suo nome Lory Bianco. Ha in seguito annunciato di non avere più intenzione di proseguire la carriera nella musica pop ma di voler incidere esclusivamente musica religiosa.

## Discografia

### Album
- 1983 - Bonnie Bianco (Polydor)
- 1984 - Cenerentola '80 (Kangaroo Team Records)
- 1985 - Un'Americana a Roma (Kangaroo Team Records)
- 1986 - Molly 'O (Kangaroo Team Records)
- 1987 - Just Me (Metrome)
- 1988 - True Love, Lory (WEA)
- 1990 - Lonely Is The Night (WEA)
- 2001 - On My Own... But Never Alone (Power Records)
- 2012 - Jesus Paid it All (Diamond Grace Music)

### Singoli
- 1978 - Dizzy (Mono)/Dizzy (Stereo) (Empire Records, EM-2001) (come Lory Bianco) (promo, solo USA)
- 1980 - Teenager in love (Mono)/Teenager in love (Stereo) (RCA, JH-12125)(come Lory Bianco)  (solo USA)
- 1982 - No tears anymore/Love you so much (Kangaroo Team Records, ZBKT 7274)
- 1983 - Six ways/The stage (Kangaroo Team Records, ZBKT 7313)
- 1984 - Al Paradise (Kangaroo Team Records, ZPGKT 33445) (Q-disc, 12")
- 1984 - Stay (con Pierre Cosso)/No tears anymore (Kangaroo Team Records, ZBKT 7359)
- 1985 - Sky/Sail (Kangaroo Team Records, ZBKT 7423)
- 1987 - The heart is a lonely hunter (US-Dance-Mix)/The heart is a lonely hunter (Single Version)/Contender for your love (Metronome, 887 035-1) (solo Germania)
- 1987 - Miss you so/Stranger in my heart (Polydor, 885 644-7)
- 1987 - My first love/Sail (Kangaroo Team Records, 6.14826)
- 1988 - When the price is your love/True love (WEA, YZ 367) (solo Germania)
- 1989 - Straight from your heart/Deep in my heart (WEA, 247 113-7) (solo Germania)
- 1989 - A cry in the night/A cry in the night (instrumental) (WEA, 246 882-7) (come Lory "Bonnie" Bianco) (solo Germania)[1]
- 1989 - Hold on/Forever young/When the price is your love (WEA, 246 594-0) (12") (come Lory "Bonnie" Bianco) (solo Svizzera)
- 1990 - Heartbreaker/Secrets of the heart (WEA, 9031-71730-7) (come Lory Bianco) (solo Germania)
- 1990 - Lonely is the night (Single version)/You're the one (WEA, 9031-72563-7) (come Lory Bianco) (solo Germania)
- 1992 - Talking Eyes/A cry in the night/Sorry seems to be the hardest word (WEA, 4509-90173-2) (CD Single) (come Lory Bianco) (solo Germania)
- 1993 - Stay (The 1993 Remix) (con Pierre Cosso)/No tears anymore/Just a friend (Edelton, EDL 2658-5) (CD Single) (solo Germania, Austria e Svizzera)
- 2002 - I Feel The Rhythm (promo CD) (come Lory Bianco) (solo Germania)

## Filmografia

### Televisione
- 1984 - 1985 - Al Paradise ('84)
- 1986 - Molly 'O (serie TV)

### Cinema
- Cenerentola '80, regia di Roberto Malenotti (1984)
- Blue Chips - Basta vincere, regia di William Friedkin - non accreditata (1994)
- Un uomo in prestito, regia di Michael Lehmann - non accreditata (1996)